# François Konter
François 'Bitzi' Konter (Lasauvage, 20 de febrer de 1934 – Bettembourg, 29 d'agost de 2018) fou un futbolista luxemburguès.

## Biografia
Konter inicià la seva carrera futbolística al Chiers Rodange de Luxemburg, però va passar la major part de la mateixa a Bèlgica, defensant la samarreta de l'Anderlecht i del Gent.
Konter també va jugar amb la selecció nacional de Luxemburg, coincidint amb el moment més rellevant de la història futbolística d'aquest país. Va debutar l'octubre de 1955 en un partit contra Suïssa, i va ser part integrant de l'equip que gairebé assoleix les semifinals del Campionat d'Europa de 1964.
En el transcurs de la seva carrera amb l'equip nacional, Konter va disputar un total de 77 partits, marcant 4 gols. Va disputar 16 partits de classificació per a la Copa del Món.
Entre novembre de 1966 i novembre de 1955, Konter va ser el jugador luxemburguès amb més partits disputats amb la selecció, gesta que fou superada en aquell moment per Carlo Weis. L'últim partit com internacional el va disputar l'abril de 1969 contra Bulgària.

## Palmarès
- Lliga belga: 4

1962, 1964, 1965, 1966
- Copa belga: 1

1965